# Raman Pratasiewicz
Raman Dzmitryjewicz Pratasiewicz, biał. Раман Дзмітрыевіч Пратасевіч (ur. 5 maja 1995) – białoruski dziennikarz, opozycjonista i więzień polityczny. Był redaktorem naczelnym kanału Nexta na Telegramie. 23 maja 2021 został aresztowany przez białoruskie władze po tym, jak lot Ryanair 4978 został przechwycony przez białoruski myśliwiec i skierowany do lądowania w Mińsku.

## Życiorys

### Początki działalności opozycyjnej
Raman Pratasiewicz jest synem Dzmitryja Pratasiewicza, oficera armii białoruskiej, wykładowcy w katedrze przygotowania ideologicznego Białoruskiej Akademii Wojskowej w Mińsku.
Rozpoczął działalność opozycyjną na Białorusi w wieku kilkunastu lat. W 2011 jako licealista został zatrzymany w trakcie „milczących protestów”, sprzeciwiających się represjom po sfałszowanych wyborach prezydenckich w grudniu 2010. Wówczas skonfliktował się z rodzicami, w tym z ojcem, który był wysoko postawioną osobą w autorytarnym białoruskim reżimie.
Raman Pratasiewicz był aktywnym moderatorem grup na portalu VKontakte, przeciwnych reżimowi Alaksandra Łukaszenki (zablokowana w 2012). Interwencja władz spowodowała jego wydalenie z wydziału dziennikarskiego Białoruskiego Uniwersytetu Państwowego. W 2017 został oskarżony o udział w nielegalnym zgromadzeniu w lesie kuropackim, lecz zdołał wykazać przed sądem alibi na czas dotyczący oskarżenia. Pomimo nieukończenia studiów pracował przez jakiś czas jako dziennikarz na Białorusi.

### Emigracja polityczna
Z powodów politycznych w 2019 wyjechał do Polski, a 22 stycznia 2020 złożył tam wniosek o azyl polityczny, którego jednak nie uzyskał.
Pratasiewicz pracował w redakcji Euroradia, był stypendystą Fundacji im. Vaclava Havla oraz współtworzył opozycyjny portal NEXTA (założony przez Sciapana Puciłę najpopularniejszy kanał w aplikacji Telegram dostarczający informacje, pozostający jednym z niewielu niezależnych mediów dostępnych dla Białorusi).
5 listopada 2020 roku Pratasiewicz i Puciła zostali zaocznie oskarżeni o organizację masowych protestów (w oparciu o art. 293 białoruskiego kodeksu karnego), działania naruszające porządek publiczny (art. 342) oraz podżeganie do wrogości społecznej w ramach działalności zawodowej (art. 130). W następstwie tego reżim Łukaszenki formalnie zażądał od polskich władz wydania Pratasiewcza.

### Uprowadzenie z samolotu
23 maja 2021 Raman Pratasiewicz znajdował się na pokładzie samolotu linii Ryanair FR 4978 relacji Ateny–Wilno, na którego pokładzie było ponad 120 osób. Samolot w wyniku osobistej tajnej decyzji Alaksandra Łukaszenki został zmuszony do zawrócenia i udania się na lotnisko w Mińsku. Pretekstem początkowo miał być fałszywy alarm bombowy, zgłoszony przez białoruskiego dyspozytora przestrzeni powietrznej. Gdy pomimo zaalarmowania samolot linii FR 4978 utrzymywał kurs na Wilno, eskortujący go, uzbrojony białoruski myśliwiec MiG-29 wykonał manewr ostrzeżenia przed użyciem rakiet powietrze-powietrze. Wobec jednoznacznej groźby ze strony myśliwca, pilot samolotu pasażerskiego zawrócił na lotnisko w Mińsku, choć w chwili podjęcia decyzji o zmianie kursu do litewskiej granicy pozostawało kilkanaście kilometrów, a samolot był niemal dwukrotnie bliżej lotniska w Wilnie niż lotniska w Mińsku. Na mińskim lotnisku zostali zatrzymani Raman Pratasiewcz oraz jego partnerka Sofia Sapiega (studentka prawa międzynarodowego na Europejskim Uniwersytecie Humanistycznym w Wilnie). Przed ujęciem przez białoruskie służby Pratasiewicz miał mówić: „Czeka mnie tu kara śmierci”. Wedle informacji podanych przez jednego z białoruskich działaczy opozycyjnych, byłego dyplomatę Pawła Łatuszkę, na pokład samolotu nie wróciło sześć osób, dwie z obywatelstwem białoruskim i cztery z rosyjskim. Z powrotu na pokład samolotu dobrowolnie zrezygnowali czterej mężczyźni, którzy mieli być obywatelami Rosji oraz agentami białoruskiego KGB, śledzącymi Pratasiewicza już na lotnisku w Atenach.

#### Reakcje na uprowadzenie i aresztowanie

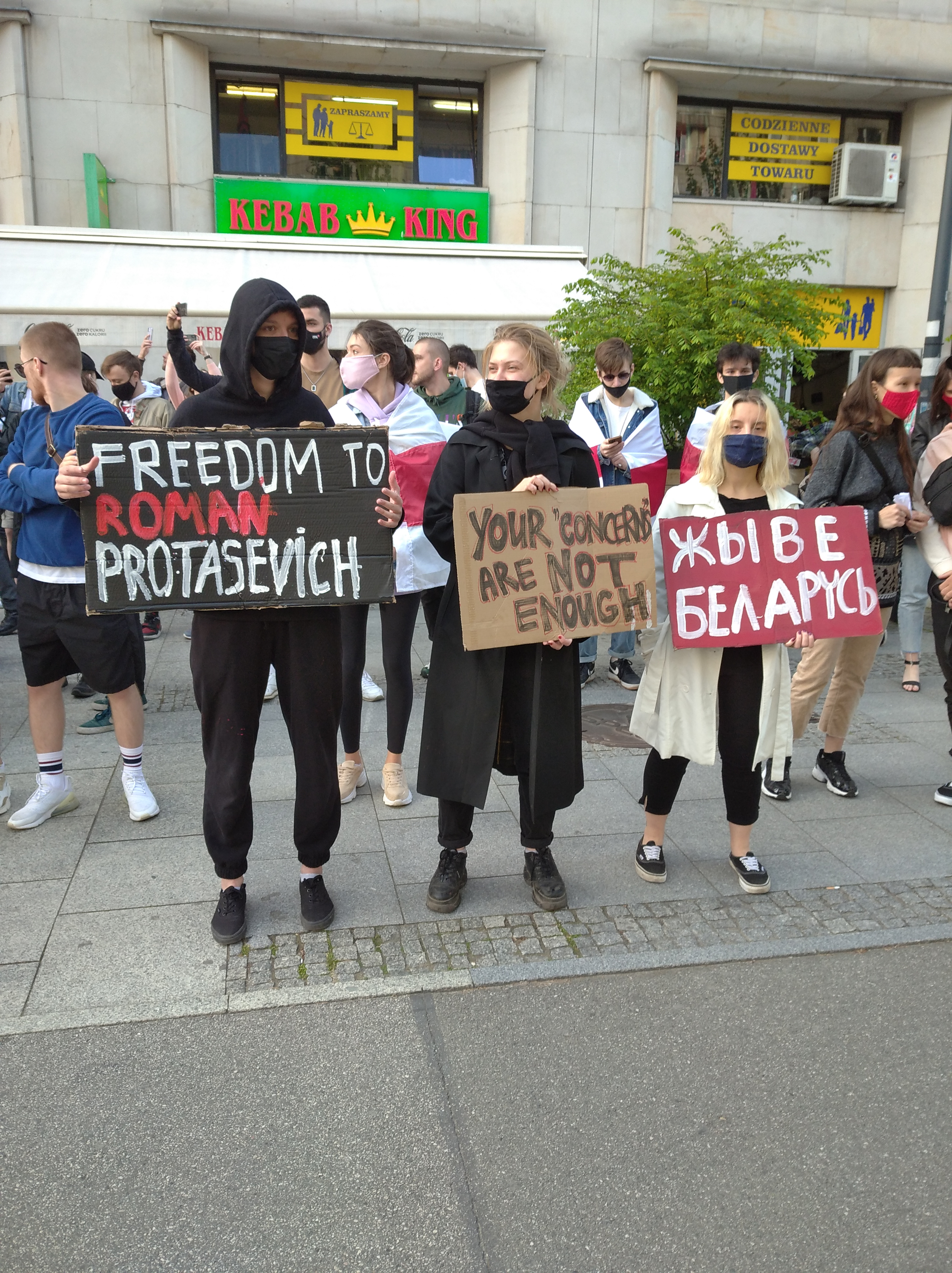
Uczestnicy demonstracji, której celem było nagłośnienie niesłusznego skazania Ramana Pratasiewicza i krytyka rządów Łukaszenki – 24 maja 2021, Warszawa.

Przechwycenie samolotu i zmuszenie do lądowania, a także aresztowanie Pratasiewicza spotkały się ze zdecydowaną reakcją opinii międzynarodowej, która potępiła taki akt terroryzmu państwowego. Głos zabrali m.in. premierzy Grecji, Litwy i Polski, przewodnicząca Komisji Europejskiej, a także liderka białoruskiej opozycji Swiatłana Cichanouska. Departament Stanu Stanów Zjednoczonych wydał oświadczenie, w którym stanowczo potępił przymuszenie samolotu do lądowania i przeprowadzone aresztowania. Zawrócenie samolotu i aresztowanie Ramana Pratasiewicza potępił prezydent USA Joe Biden, który uznał je za „skandaliczne”.
Przewodnicząca Komisji Europejskiej Ursula von der Leyen oraz przewodniczący Rady Europejskiej Charles Michel stwierdzili, że doszło do „porwania”. Szef unijnej dyplomacji Josep Borrell w specjalnym komunikacie napisał: „Władze Białorusi zagroziły bezpieczeństwu pasażerów i załogi. Należy przeprowadzić międzynarodowe dochodzenie w sprawie tego incydentu, aby ustalić, czy doszło do naruszenia zasad międzynarodowego lotnictwa”.
Na Łotwie, burmistrz Rygi wraz z ministrem spraw zagranicznych Edgarsem Rinkēvičsem zamienili eksponowaną w związku z mistrzostwami świata w hokeju flagę Białorusi na opozycyjną. W odpowiedzi, białoruskie władze wydaliły łotewskich dyplomatów z kraju, po czym Łotwa wydaliła dyplomatów białoruskich. Rosyjski propagandysta Armen Gasparian pogratulował białoruskiemu KGB „dobrze przeprowadzonej akcji”.
Sprawa aresztowania opozycjonisty została poruszona na posiedzeniu Rady Europejskiej, które odbyło się 24 maja; zdecydowano wówczas o rozszerzeniu sankcji wobec Białorusi, zamknięciu przestrzeni powietrznej i portów lotniczych Unii Europejskiej dla białoruskich linii lotniczych oraz zaapelowano do przewoźników lotniczych mających swoją siedzibę w UE o unikanie przelotów nad terytorium Białorusi. 25 maja do linii lotniczych, które zdecydowały o zawieszeniu lotów nad Białorusią, dołączyły PLL LOT. O północy 27 maja polska przestrzeń powietrzna została zamknięta dla samolotów białoruskich linii lotniczych.
W reakcji na porwanie Ramana Pratasiewicza odbyły się protesty społeczne będące wyrazem niezgody na autorytarny reżim na Białorusi oraz solidarności z zatrzymanym dziennikarzem.
24 maja 2021 roku dziewięć organizacji, między innymi: Centrum Obrony Praw Człowieka Wiasna, Białoruskie Stowarzyszenie Dziennikarzy, Białoruski Komitet Helsiński, Białoruski PEN-Centrum, uznały go za więźnia politycznego. 31 maja 2021 roku patronat nad więźniem politycznym objął poseł do Bundestagu Cem Özdemir.

### Pobyt w białoruskim areszcie
24 maja 2021 Ministerstwo Spraw Wewnętrznych Białorusi opublikowało nagranie, na którym widać Ramana Pratasiewicza mówiącego do kamery: „Mam na imię Raman Pratasiewicz, byłem zatrzymany wczoraj na lotnisku w Mińsku przez funkcjonariuszy MSW. Znajduję się w areszcie śledczym numer 1 w Mińsku. Nic mi nie dolega, w tym nie mam problemów z sercem ani żadnymi innymi organami, czuję się świetnie. Strażnicy traktują mnie maksymalnie poprawnie. Obecnie współpracuję ze śledztwem i składam zeznania przyznając się do winy organizowania masowych zamieszek w mieście Mińsk”.
Społeczność międzynarodowa, w tym politycy, organizacje praw człowieka, jak i rodzina oraz przyjaciele Ramana Pratasiewicza wskazali, że wypowiedź ta została wymuszona torturami, a więc nie może być uznawana za dowód winy, a raczej jest naruszającym prawo międzynarodowe aktem przemocy wobec więźnia politycznego.
Na nagraniu na twarzy Pratasiewicza widać sugerujące pobicie wyraźne zmiany względem jego ostatnich zdjęć na wolności: pociemniałe plamy (znacznie przypudrowane) oraz zmieniony kształt nosa (ojciec Pratasiewicza zasugerował, że nos został wcześniej złamany). Rodzina Ramana Pratasiewicza poinformowała, że dziennikarz ma poważne problemy zdrowotne z sercem.

### Zmiana poglądów
Po aresztowaniu rzekomo zmienił poglądy i przepraszał za swoją dotychczasową działalność. Trzy dni po tym, gdy aresztowaną wraz z nim dziewczynę Sofię Sapiegę sąd skazał na sześć lat więzienia, profil społecznościowy prowadzony wcześniej przez Protasiewicza ogłosił, że wziął on ślub z inną kobietą.

### Wyrok
3 maja 2023 r. sąd w Mińsku skazał Pratasiewicza na 8 lat więzienia, ale wkrótce Raman został ułaskawiony.